# Loulotte
Loulotte est un personnage de fiction de la bande dessinée Bécassine, créé par Caumery et Pinchon. Son nom figure dans le titre de deux des ouvrages de la série (Loulotte et Bécassine, Bécassine et la petite Loulotte).
Le personnage est directement inspiré par la fille de Maurice Languereau, alias Caumery, scénariste  de la bande dessinée et prénommée Claude .

## Biographie de fiction
Loulotte est une petite fille dont la Marquise de Grand-Air a accepté d'être marraine. Seulement les parents de la fillette viennent à mourir tous les deux et personne ne peut s'occuper d'elle, si bien qu'un jour la marquise voit se présenter dans sa résidence parisienne des paysans embarrassés qui pensent que, puisqu'elle est marraine, c'est à elle de se charger du bébé (Bécassine nourrice). 
Bécassine revient de Bretagne et décide de rester pour s'occuper d'elle. Progressivement, la marquise de Grand-Air s'attache de plus en plus à la petite fille et Bécassine finit par parler d'elle comme de sa grand-mère adoptive : Loulotte fait de bonnes études, sans doute dans une institution privée. Elle participe même à un voyage en Grèce assez coûteux avec son école.
La petite fille accompagnera Bécassine dans de nombreuses aventures et apparaîtra ainsi dans de nombreux albums mais aussi dans deux adaptations cinématographiques.

## Inspiration
Loulotte  est aussi le surnom affectueux que l'auteur Françoise Morvan donne à sa fille dans son pamphlet autobiographique Le Monde comme si.